# Grant Thornton Tower
Grant Thornton Tower – wieżowiec w Chicago, w stanie Illinois, w Stanach Zjednoczonych, o wysokości 230 m. Budynek został otwarty w 1992, posiada 50 kondygnacji.